# Eliana Gaete
Eliana Gaete Lazo (Oficina Salitrera María Elena, Antofagasta, 14 de abril de 1932) es una atleta chilena, ganadora de medallas de oro en los Juegos Panamericanos de 1951 y 1955.
Tras su retiro se dedicó a ser jueza en competiciones de atletismo. En noviembre de 2009 el Club Universidad Católica bautizó con su nombre al complejo de atletismo de dicha institución.

## Historia
Perteneció al Club de Deportes Green Cross y al Club Deportivo Universidad Católica. En 1960 ganó el Premio al mejor deportista de Chile, otorgado por el Círculo de Periodistas Deportivos de Chile.

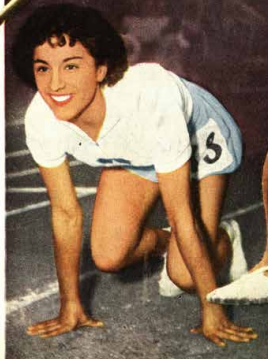
Eliana Gaete Lazo en 1951

En el Campeonato Sudamericano de Atletismo ganó el bronce en salto de longitud en Río de Janeiro en 1947 y el bronce en los 80 m vallas en Lima en 1949. En 1951 ganó los 80 m vallas en los Juegos Panamericanos de Buenos Aires y se quedó con la plata con el cuarteto chileno en el relevo 4 x 100 metros.
En 1954 ganó la plata en los 80 m con vallas en el Campeonato Sudamericano de Río de Janeiro. En los Juegos Panamericanos de 1955 en Ciudad de México, defendió su título en los 80 m con vallas y se quedó con el bronce en el relevo chileno de 4 x 100 metros. Al año siguiente ganó plata en 80 m vallas y bronce en 100 m en el Campeonato Sudamericano de 1956 en Santiago.
En 1959 finalizó quinta en salto de longitud en los Juegos Panamericanos de Chicago, en 1960 ganó el bronce en los 80 m vallas en los Juegos Iberoamericanos, y en 1963 quedó octava en los 800 m en los Juegos Panamericanos de São Paulo.